# شادی (مجموعه تلویزیونی)
شادی (انگلیسی: Happiness؛ کره‌ای: 해피니스) یک مجموعه تلویزیونی محصول کره جنوبی با بازی هان هیو جو، پارک هیونگ شیک و جو وو جین است که توسط استودیو دراگون تولید شده‌است. این مجموعه یک تریلر آخرالزمانی است که در زمانی رخ می‌دهد که بیماری‌های عفونی به یک هنجار جدید تبدیل شده‌اند. این مجموعه از ۵ نوامبر تا ۱۱ دسامبر ۲۰۲۱، جمعه و شنبه‌ها ساعت ۲۲:۴۰ (کی‌اس‌تی) از تی‌وی‌ان پخش شد. همچنین برای استریم در ویکی، ویو و آی‌چی‌یی در مناطق منتخب در دسترس است.

## خلاصه داستان
این مجموعه در آینده‌ای نه چندان دور بیماری‌های عفونی که به هاری انسانی تبدیل شده‌اند، رخ می‌دهد. در یک آپارتمان تازه‌ساخت در شهری بزرگ که طبقات بالاتر آن برای فروش عمومی و طبقات پایین آن اجاره داده می‌شود، این مجموعه نشان‌دهندهٔ نبرد روانی ظریف و تمایز طبقاتی است که رخ می‌دهد.

## بازیگران

### اصلی
- هان هیو جو در نقش یون سه-بوم

یکی از اعضای واحد عملیات ویژهٔ یگان پلیس (KP-SOU) که سابقاً با نام KP-SWAT شناخته می‌شد، است. او قاطع، مصمم، باهوش است و به‌راحتی دچار تضعیف روحیه نمی‌شود. پدر و مادر او در دوران نوجوانی‌اش با مشکلاتی روبه‌رو بودند که در نهایت به طلاق آن‌ها منجر شد. او برای نقل مکان به آپارتمان جدیدش هیجان زده‌است اما در آنجا با یک بحران روبرو می‌شود.
- پارک هیونگ شیک در نقش جونگ یی-هیون

یک کارآگاه باهوش و درست‌کار که برای مدت طولانی احساسات عاشقانه‌ای نسبت به سه-بوم دارد. آن‌ها از یک دبیرستان فارغ‌التحصیل شده‌اند. او برای محافظت از سه-بوم و دیگران تلاش می‌کند.
- جو وو جین در نقش هان ته-سوک

یک سرهنگ دوم

### بامکمل

#### اطرافیان جونگ یی-هیون
- سو هیون-چول در نقش پدر یی-هیون[۶]
- جونگ جه-اون در نقش مادر یی-هیون[۶]
- لی جون-هیوک در نقش کیم جونگ-گوک، سوپروایز یی-هیون[۶]

#### سایر بازیگران
- بک هیون-جین در نقش اوه جو-هیونگ، یک متخصص پوست[۷]
- هان دا-سول در نقش بو-رام، یک کارمند بازاد[۸]
- لی جی ها در نقش جو جی-هی[۹]
- مون یه-وون در نقش وو سانگ-هی، یک متخصص پوست[۱۰]
- پارک هی-بن در نقش نا هیون-کیونگ، یک رمان‌نویس اینترنتی عاشقانه[۱۱]
- پارک هیونگ-سو در نقش کوک هه-سونگ، یو وکیل[۱۲]
- پارک جو-هی در نقش جی-سو، یک ستوان[۱۳]
- کیم یونگ-وونگ در نقش گو سه-کیو[۱۴]
- نا-چول در نقش نا سو-مین در نقش برادر نا هیون-کیونگ[۱۵]
- چا سون-به در نقش سون وو-جانگ، یک پاستور[۱۶]
- یو جی-یون در نقش زن سرهنگ هان ته-سوک[۱۷]
- لی جو-سونگ در نقش اندرو، کارمند شرکت نظافت[۱۸]
- هان جون-وو در نقش کیم سه-هون، روشنفکری که با پدر و مادر دیپلمات خود در سراسر جهان زندکی می‌کند[۱۹]
- کانگ هان-سام در نقش بی‌جی کیم دونگ-هیون[۲۰]
- به هه سون در نقش اوه یون-اوک[۲۱]
- لی جون-هیوک در نقش کیم جونگ-کوک، یک کارآگاه[۲۲]
- هونگ سون-چانگ در نقش کیم هاک-جه[۲۲]
- لی جو-شیل در نقش جی سونگ-شیل[۲۲]
- جونگ وون-سون در نقش شین سو-یون[۲۲]
- جو جونگ-هیوک در نقش کیم سونگ-بوم[۲۲]
- سونگ جی-وو در نقش پارک سو-یون[۲۲]

### حضور افتخاری
- لی کیو-هیونگ در نقش لی سونگ-یونگ[۲۳]

## تولید
شادی توسط کارگردان آن گیل-هو و نویسنده هان سانگ-وون هدایت شده‌است که پیش از این در مجموعهٔ شبکهٔ اوسی‌ان، تماشاگر همکاری کرده بودند. آن گیل-هو روی کارهای موفق متعددی مانند ثبت جوانی، خاطرات الحمرا و غریبه کار کرده‌است و نویسنده هان‌سانگ-وون، همسر خوب را نوشته‌است که بازسازی کره‌ای مجموعه تلویزیونی آمریکایی سال ۲۰۱۶ بوده‌است.
این اولین پروژهٔ بازیگری پارک هیونگ شیک پس از مرخص از شدن خدمت سربازی در ۴ ژانویه ۲۰۲۱ است.
اولین جلسهٔ فیلم‌نامه‌خوانی همراه با گروه بازیگران در ۷ مه ۲۰۲۱ انجام شد و فیلم‌برداری در ۱۱ مه آغاز شد.

## آمار بینندگان
| فصل | فصل | شمارهٔ قسمت | شمارهٔ قسمت | شمارهٔ قسمت | شمارهٔ قسمت | شمارهٔ قسمت | شمارهٔ قسمت | شمارهٔ قسمت | شمارهٔ قسمت | شمارهٔ قسمت | شمارهٔ قسمت | شمارهٔ قسمت | شمارهٔ قسمت | میانگین |
| فصل | فصل | ۱          | ۲          | ۳          | ۴          | ۵          | ۶          | ۷          | ۸          | ۹          | ۱۰         | ۱۱         | ۱۲         | میانگین |
| --- | --- | ---------- | ---------- | ---------- | ---------- | ---------- | ---------- | ---------- | ---------- | ---------- | ---------- | ---------- | ---------- | ------- |
|     | ۱   | ۷۶۱        | ۷۹۳        | ۸۵۲        | ۹۰۵        | ۹۳۹        | ۸۰۴        | ۹۵۹        | ۸۳۳        | ۹۴۲        | ۸۹۵        | ۹۵۸        | ۱۱۱۰       | ۸۹۶     |

| قسمت | تاریخ پخش اصلی | میانگین سهم مخاطب (Nielsen Korea) | میانگین سهم مخاطب (Nielsen Korea) |
| قسمت | تاریخ پخش اصلی | سراسر کشور                        | سئول                              |
| --- | -------------- | --------------------------------- | --------------------------------- |
| ۱ | ۵ نوامبر ۲۰۲۱  | ۳٫۳۰۰٪ (دوم)                      | ۴٫۱۰۳٪ (دوم)                      |
| ۲ | ۶ نوامبر ۲۰۲۱  | ۳٫۱۹۶٪ (دوم)                      | ۳٫۶۷۹٪ (دوم)                      |
| ۳ | ۱۲ نوامبر ۲۰۲۱ | ۳٫۵۷۴٪ (دوم)                      | ۳٫۸۶۲٪ (دوم)                      |
| ۴ | ۱۳ نوامبر ۲۰۲۱ | ۳٫۳۲۴٪ (دوم)                      | ۳٫۸۴۱٪ (دوم)                      |
| ۵ | ۱۹ نوامبر ۲۰۲۱ | ۳٫۵۴۲٪ (دوم)                      | ۴٫۲۱۷٪ (دوم)                      |
| ۶ | ۲۰ نوامبر ۲۰۲۱ | ۳٫۰۸۴٪ (دوم)                      | ۳٫۴۹۴٪ (دوم)                      |
| ۷ | ۲۶ نوامبر ۲۰۲۱ | ۳٫۵۳۹٪ (دوم)                      | ۴٫۱۷۶٪ (دوم)                      |
| ۸ | ۲۷ نوامبر ۲۰۲۱ | ۳٫۲۵۱٪ (دوم)                      | ۳٫۵۹۷٪ (دوم)                      |
| ۹ | ۳ دسامبر ۲۰۲۱  | ۳٫۷۴۰٪ (دوم)                      | ۴٫۳۷۷٪ (دوم)                      |
| ۱۰ | ۴ دسامبر ۲۰۲۱  | ۳٫۲۶۳٪ (دوم)                      | ۳٫۷۳۵٪ (دوم)                      |
| ۱۱ | ۱۰ دسامبر ۲۰۲۱ | ۳٫۵۴۳٪ (دوم)                      | ۳٫۸۵۷٪ (دوم)                      |
| ۱۲ | ۱۱ دسامبر ۲۰۲۱ | ۴٫۱۸۵٪ (دوم)                      | ۴٫۴۳۳٪ (دوم)                      |
| میانگین | میانگین        | ۳٫۴۶۲٪                            | ۳٫۹۴۸٪                            |
| - در جدول بالا، اعداد آبی کمترین رتبه را دارند و اعداد قرمز بیشترین رتبه را نشان می‌دهند. - این درام از یک کانال کابلی/پولی تلویزیون پخش می‌شود که به‌طور معمول در مقایسه با تلویزیون آزاد/پخش کننده‌های عمومی (اس‌بی‌اس، کی‌بی‌اس، ام‌بی‌سی و ئی‌بی‌اس) مخاطبان نسبتاً کمتری دارد. |                |                                   |                                   |